# Migrosspor
Migros Spor Kulübü (of simpelweg Migrosspor) is een professioneel Turks damesbasketbalteam uit Istanboel. De club, die opgericht is in 1998, was ooit actief in de hoogste damesbasketbaldivisie van Turkije, de Türkiye Bayanlar Basketbol Ligi, maar degradeerde in 2009 naar een lagere divisie. De thuiswedstrijden van het oranje-witte team worden gespeeld in de Pamukspor Tesisleri.
Migrosspor is een basketbalvereniging opgericht door een van de grootste supermarktenketens in Turkije, Migros. De club heeft tot op heden geen noemenswaardige prestaties geleverd in de TBBL. Wel wist Migrosspor het finale te bereiken van het Turkse beker, maar werd daar uiteindelijk uitgeschakeld door een te sterke Fenerbahçe.